# بريتني جين
بريتني جين (بالإنجليزية: Britney Jean)‏ هو ثامن ألبوم ستوديو للمغنية الأمريكية بريتني سبيرز، وهو ثاني ألبوم يحمل اسمها بعد ألبوم «بريتني» في عام 2001. أصبح الألبوم جاهزاً للتحميل الرقمي بتاريخ 3 نوفمبر 2013 بواسطة تسجيلات آر سي إيه، وهو أول ألبوم لها لا تنتجه شركة تسجيلات جايف التي سبق وأن حققوا العديد من النجاحات معاً.
بدأت بريتني تسجيل الألبوم في مايو 2013، وانتهت في اكتوبر.تعتبر بريتني هذا الألبوم أكثر ألبوم يصف حياتها الشخصية في كل مسيرتها الغنائية، وأيضاً ساهمت في كتابة كل أغانيه وتعاونت مع ويل.اي.ام وسيا لتوصل رسالتها ضمن كلمات الأغاني. وأيضاً اشتركت في الغناء مع ويل.أي.ام وأختها جيمي لين سبيرز والمغني تي.آي، وأغنية "Passenger" ساهمت سبيرز في كتابتها المغنية الأمريكية كايتي بيري.
تفاوت النقد في هذا الألبوم، فمنهم من اعتبر الألبوم غير شخصي، ومنهم من قال أن توقيت طرحه غير مناسب. كان الألبوم #4 في أمريكا ضمن قائمة توب 200 بالبيلبورد, لبيعه 107,000 مليون نسخة في أسبوعه الأول. وأصبح الألبوم صاحب أدنى مبيعات في أمريكا في مسيرة سبيرز كاملة, وبالنسبة للمملكة المتحدة كان رقم #34 ووصل إلى قوائم توب 20 و توب 30 في عدة دول.
أول أغنية منفردة من الألبوم كانت بعنوان «ورك بيتش» (اعملي يا عاهرة) والتي كانت #12 في الولايات المتحدة بقائمة توب 100, ونجحت نجاحاً معتدلاً في بعض الدول. «عطر» كانت الأغنية المنفردة الثانية والأخيرة, والتي كانت #76 في الولايات.
ظهرت بريتني في برنامج «Good Morning America» لتعلن بداية جولتها الغنائية «Britney: Piece Of Me» والتي كانت في مكان اقامتها, لاس فيغاس. بدأت الجولة في ديسمبر 2013 وهي مستمرة حتى اللحظة.

## قائمة أغاني الألبوم
| #  | عنوان الأغنية                          | المدة |
| -- | -------------------------------------- | ----- |
| 1  | "كائن فضائي Alien"                     | 3:56  |
| 2  | "اعملي يا عاهرة وورك بيتش"             | 4:08  |
| 3  | "عطر عطر (أغنية)"                      | 4:00  |
| 4  | "يفترض أن يكون سهلاً It Should Be Easy" | 3:27  |
| 5  | "تيك تيك بوم Tik Tik Boom"             | 2:57  |
| 6  | "الام الجسم Body Ache"                 | 3:26  |
| 7  | "حتى يذهب Til It's Gone"               | 3:43  |
| 8  | "مسافر Passenger"                      | 3:41  |
| 9  | "أسترخي معك Chillin' with You"         | 3:39  |
| 10 | "لا تبكي Don't Cry"                    | 3:15  |